# Kakadudessus tomweiri
Kakadudessus tomweiri är en skalbaggsart som beskrevs av Lars Hendrich och Michael Balke 2009. Kakadudessus tomweiri ingår i släktet Kakadudessus och familjen dykare. Inga underarter finns listade i Catalogue of Life.